# Мотт, Дитер де ла
Дитер де ла Мотт (нем. Diether de la Motte; 30 марта 1928, Бонн — 15 мая 2010, Берлин) — немецкий музыковед, педагог, композитор. Автор популярнейших в Германии («стандартных») учебников гармонии, полифонии и музыкальной формы.
В 1950 закончил Детмольдскую высшую школу музыки по классам композиции и теории музыки (Вильгельм Малер), фортепиано и хорового дирижирования (Курт Томас). Преподавал в 1962—82 в Высшей музыкальной школе (консерватории) Гамбурга (с 1964 профессор) музыкальную теорию и композицию, в 1982—88 профессор Высшей школы музыки и театра в Ганновере, в 1988—96 — преподаватель музыкально-теоретических дисциплин, профессор Музыкальной академии в Вене. Среди учеников Манфред Троян (Trojahn), Клеменс Кюн (Kühn), Франц Цаунширм (Zaunschirm), Детлеф Гланерт (Glanert), Николаус Шапфль (Schapfl). С 1996 года жил в Берлине.
Де ла Мотт — автор популярных учебных пособий по гармонии («Harmonielehre», 1976; 17-е издание вышло в 2014 году), полифонии («Kontrapunkt», 1981; 9-е издание 2014) и музыкальной форме («Musik Formen», 1999). В центре учебника гармонии находится гармоническая (мажорно-минорная) тональность в западноевропейской музыке, в диапазоне от И.С.Баха и до Дебюсси. Более поздние и более ранние этапы эволюции гармонии подробно не рассматриваются. В учении о гармонии развивал функциональную теорию Римана, новейший «диалект» которой унаследовал от своего учителя Вильгельма Малера.
Учебник полифонии охватывает музыку от Перотина до Лютославского; львиную долю книги (более 90 страниц, по выражению самого де ла Мотта, «Hauptkapitel») занимает глава о Жоскене Депре. Де ла Мотт также занимался проблемой музыкального воплощения текста (нем. Vertonung) на протяжении 800-летней истории (главным образом, западноевропейской) музыки («Gedichte sind Musik», 2002).
Автор сочинений в различных музыкальных жанрах (оперы, оркестровая и камерная музыка, сочинения для хора, фортепиано, органа).
Жена Дитера да ла Мотта — известный немецкий музыковед Хельга де ла Мотт-Хабер (р. 1938).

## Труды (выборка)
- Harmonielehre. Ein Lese- und Arbeitsbuch. München, 1976; 17te Aufl. Kassel: Bärenreiter, 2014. 290 S.[5]
- Kontrapunkt. Ein Lese- und Arbeitsbuch. Kassel, Basel: Bärenreiter, 1981; 9te Aufl., 2014. 375 S.
- Melodie. Ein Lese- und Arbeitsbuch. München, Kassel: dtv, 1993.
- Alles ist Zahl: Formen pythagoreischen Denkens in der Musik // Musik befragt, Musik vermittelt. Augsburg: Wißner, 1996, S.153-163.
- Musik Formen: Phantasie, Einfall, Originalität. Augsburg: Wißner, 1999. ISBN 3-89639-160-7.
- Wege zum Komponieren. Ermutigung und Hilfestellung. Kassel: Bärenreiter, 2001. ISBN 3-7618-1290-6
- Zartbitter: Sprachkompositionen, Gedichte, Texte für Lieder, Chöre, Hörtheater und Musiktheater. Kassel: Bärenreiter, 2001.
- Gedichte sind Musik. Musikalische Analyse von Gedichten aus 800 Jahren. Kassel: Bärenreiter, 2002.